# 奥尼查市场
奥尼查市场（Onitsha Market）是西非最大的市场之一。 奥尼查市场的占地面积与商品数量在尼日利亚的市场中排在前列。它位于尼日利亚东南部阿南布拉州的首府奥尼查市。这个市场由奥尼查市场商人协会（OMATA）来管理。大多数来自尼日利亚东部的主要进口商在市场内设有店铺。据统计，该市场的进口商们每年都会带来6批40吨（40英尺集装箱）的货物。一些主要进口商每年从此地托运超过200批40的吨货物。这些货物主要是珠宝、衣物、工业品和办公设备等。
该市场西邻尼日尔河，东邻奥苏马卢路。奥尼查市场的治安管理由尼日利亚警察部队下辖的义务警员来负责。该市场对周围地区的商业活动有着举足轻重的作用。来自西共体国家以及非洲大陆其他地方的商人经常光顾这里。
奥尼查市场提供种类繁多的产品。尽管这里的治安环境良好，但这里的小偷和骗子仍很活跃。
奥尼查图书市场也坐落在这里。